# Імагініфер
Імагініфер (лат. imaginifer) — назва прапороносця (поряд з вексилярієм) у римській армії. Він ніс штандарт (імаго) із зображенням імператора, який служив постійним нагадуванням війську про його вірність імператору. Звання імагініфера з'явилося в легіонах після того, як був заснований культ імператора під час правління Августа. Імаго (imago) являв собою об'ємний портрет з металу, який несли тільки в першій когорті.